# Fernando de Andrade e Sotomayor
Fernando de Andrade e Sotomayor (Vilagarcía de Arousa, 1565 - Santiago de Compostela, 27 de Janeiro de 1655) foi Vice-rei de Navarra. Exerceu o vice-reinado de Navarra entre 1637 e 1638. Antes dele o cargo foi exercido por Marquês de Valparaíso. Seguiu-se-lhe Marquês de Los Vélez.
Foi também um religioso que ao longo da vida ocupou vários cargos eclesiásticos. Foi filho de Rodrigo de Mendoza e Sotomayor, Senhor de Barrantes e de Vista Alegre, e de Urraca de Sotomayor e Osorio.